# Onykia robsoni
Onykia robsoni е вид главоного от семейство Onychoteuthidae. Видът не е застрашен от изчезване.

## Разпространение
Разпространен е в Австралия, Бермудски острови, Мексико, Намибия, Нова Зеландия и Южна Африка.